# Haddington, Skottland
Haddington är en rådsområdeshuvudort i Storbritannien.   Den ligger i kommunen East Lothian och riksdelen Skottland, i den centrala delen av landet, 500 km norr om huvudstaden London. Haddington ligger 55 meter över havet och antalet invånare är 8 779.
Terrängen runt Haddington är huvudsakligen platt, men åt sydost är den kuperad. Runt Haddington är det ganska glesbefolkat, med 43 invånare per kvadratkilometer. Närmaste större samhälle är Musselburgh, 16,6 km väster om Haddington. Trakten runt Haddington består till största delen av jordbruksmark.